# 부르두르주

부르두르주의 위치

부르두르주(튀르키예어: Burdur ili)는 튀르키예 남서부에 위치한 주로, 지중해 지역에 속한다. 주도는 부르두르이며 면적은 6,887km2, 인구는 246,134명(2006년 기준), 자동차 번호는 15번, 시외전화 지역번호는 0248번이다. 남서쪽으로는 물라주, 남쪽으로는 안탈리아주, 서쪽으로는 데니즐리주, 북쪽으로는 아피온카라히사르주, 동쪽으로는 이스파르타주와 접하며 11개 군을 관할한다.
튀르키예의 "호수 지방"에 위치하며 크고 작은 호수들이 있다. 주 이름은 부르두르 호에서 유래된 이름이며 주에서 두 번째로 큰 살다 호는 세계에서 가장 깨끗한 호수 가운데 하나로 손꼽힌다.